# Creurgops
Creurgops là một chi chim trong họ Thraupidae.